# A song for Elise
A song for Elise är en svensk yaoi-manga av Natalia Batista, utgiven på eget förlag år 2009, med ISBN 978-91-633-4429-9.
Den handlar om tre goda vänner med invecklade förhållanden, som träffas för att knyta samman banden dem emellan, men historien får snabbt en dramatisk vändning och deras vänskap sätts på prov. 